# 思託
思托，唐代僧人，俗姓王。山东沂州人。

## 生平
思托自幼出家，曾习天台教观，后追随鉴真多次渡海赴日。思托为反驳日本当地教团对鉴真的攻击，撰写了《大唐传戒师僧名记大和上鉴真传》。鉴真圆寂后，思托制作了鉴真干漆夹苎坐像，现藏于日本。

## 作品
- 《大唐传戒师僧名记大和上鉴真传》，原传已佚。约779年，日僧人元开以此书为底本，写成《唐大和上東征傳》